# Bessemer (Alabama)
Bessemer è un comune degli Stati Uniti d'America situato nella contea di Jefferson dello Stato dell'Alabama.
Sobborgo di Birmingham, ha dato i natali al cantante rhythm and blues Hank Ballard.
Ci nacque il militare ed aviatore David McCampbell.

## Storia
La città fu fondata nell'era postbellica dalla Bessemer Land and Improvement Company, di proprietà del magnate Henry F. DeBardeleben. Il sindaco e il consiglio votarono per incorporare la città di Bessemer il 9 settembre 1887.

## Geografia
Bessemer  è posta 33°23′29″N 86°57′24″W / 33.39139°N 86.95667°W / 33.39139; -86.95667 (33.391343, -86.956569), circa 18 miglia (29 km) a sud-est di Birmingham.
Stando all'U.S. Census Bureau, la città ha una superficie totale di 106 km², dei quali 105 km²  sono terreni e 0.26 km² sono acque.

## Clima
Il clima in quest'area è caratterizzato da calde e umide estati e, generalmente, inverni miti.